# クロ女子白書
『クロ女子白書』（クロじょしはくしょ）は、2015年1月8日（7日深夜）から2020年9月30日まで福岡放送 (FBS) で放送されていたローカルバラエティ番組。

## 概要
「福岡女子を応援する」をコンセプトに 福岡の一般女性のクロい悩みを話す番組である。
2016年4月7日からTOKYO MXで本番組の放送を開始した。2019年12月24日に同チャンネルでの放送を終了した。2020年9月3日放送回で9月末で終了することが発表された。スカパー歌謡ポップスにて毎週月曜日深夜全国無料放送されていた。

## 放送時間
- 木曜日 0:54 - 1:24（水曜深夜、2015年1月7日 - 2020年9月30日 ）

## 出演者
- 黒瀬純（パンクブーブー）
- ナジャ・グランディーバ

### 過去の出演者
- ワタナベマホト
- ピエール瀧
- 奥浪鏡
- 渡部建（アンジャッシュ）
- 美川憲一

## スタッフ
- 構成 - 涌田理絵
- ナレーター - 伊藤夏海
- TD - 松井広二
- カメラ - 角田至、石橋尚幸
- 音声 - 日南愛津沙、堤由紀子
- 照明 - 田中順一郎、遠田清輝
- CG - 平野裕美、鈴木耕平
- EED - 小林弘
- MA - 羽毛健一
- 音効 - 平石巧
- 広報 - 香月浩一、今任大成
- ディレクター - 高松伸悟、中村俊之、坂田元、浜田一樹
- プロデューサー - 松尾嘉典、西本武

## 放送局
| 放送対象地域 | 放送局   | 放送曜日および放送時間 | 放送期間                      | 備考       |
| ------------ | -------- | ---------------------- | ----------------------------- | ---------- |
| 福岡県       | 福岡放送 | 水曜 0時54分 - 1時24分 | 2015年1月7日 - 2020年9月30日  | 制作局     |
| 東京都       | TOKYO MX | 火曜 1時5分 - 1時35分  | 2016年4月7日 - 2019年12月24日 | 遅れネット |